# Rundetaarn

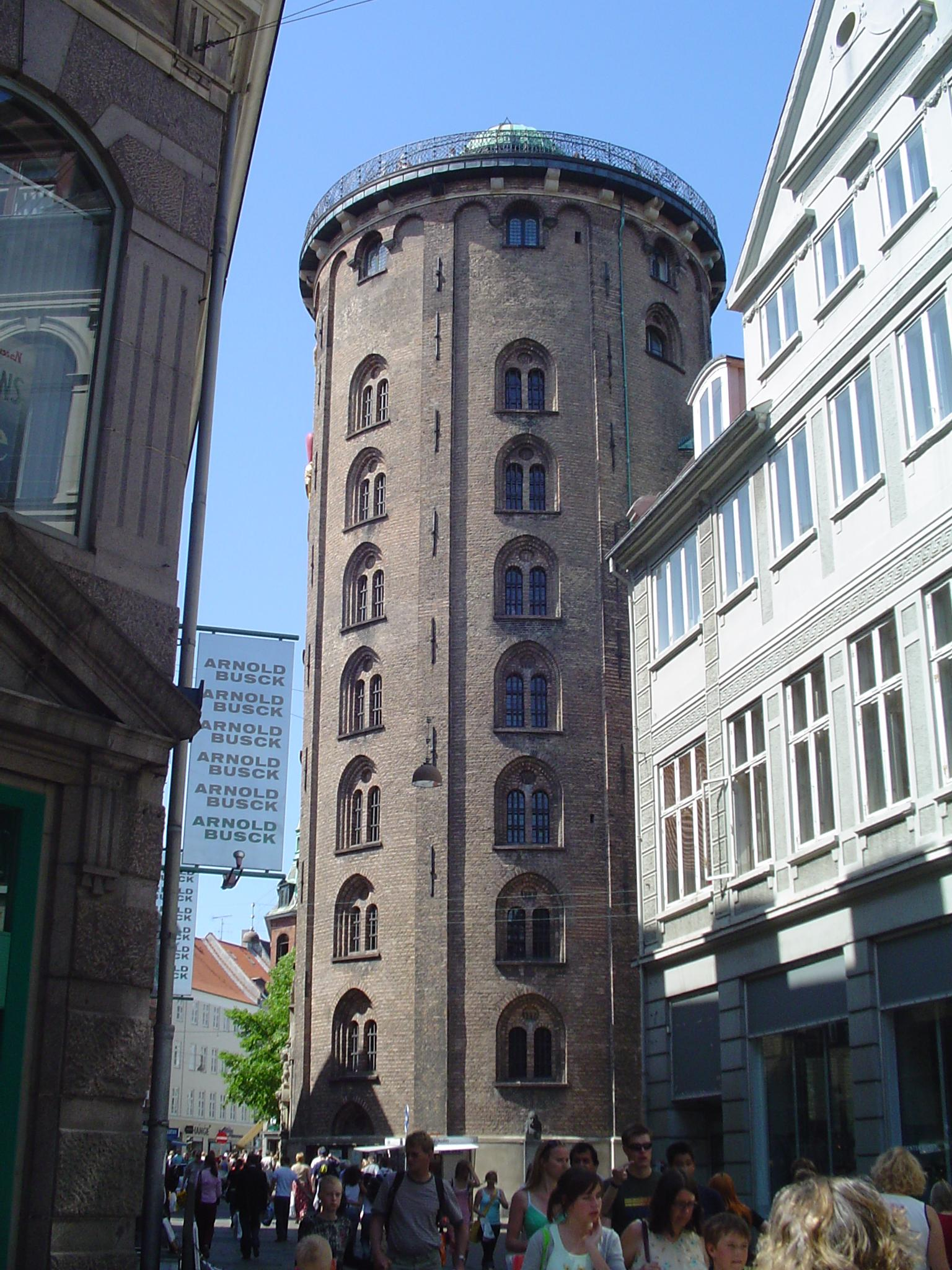
Rundetaarn

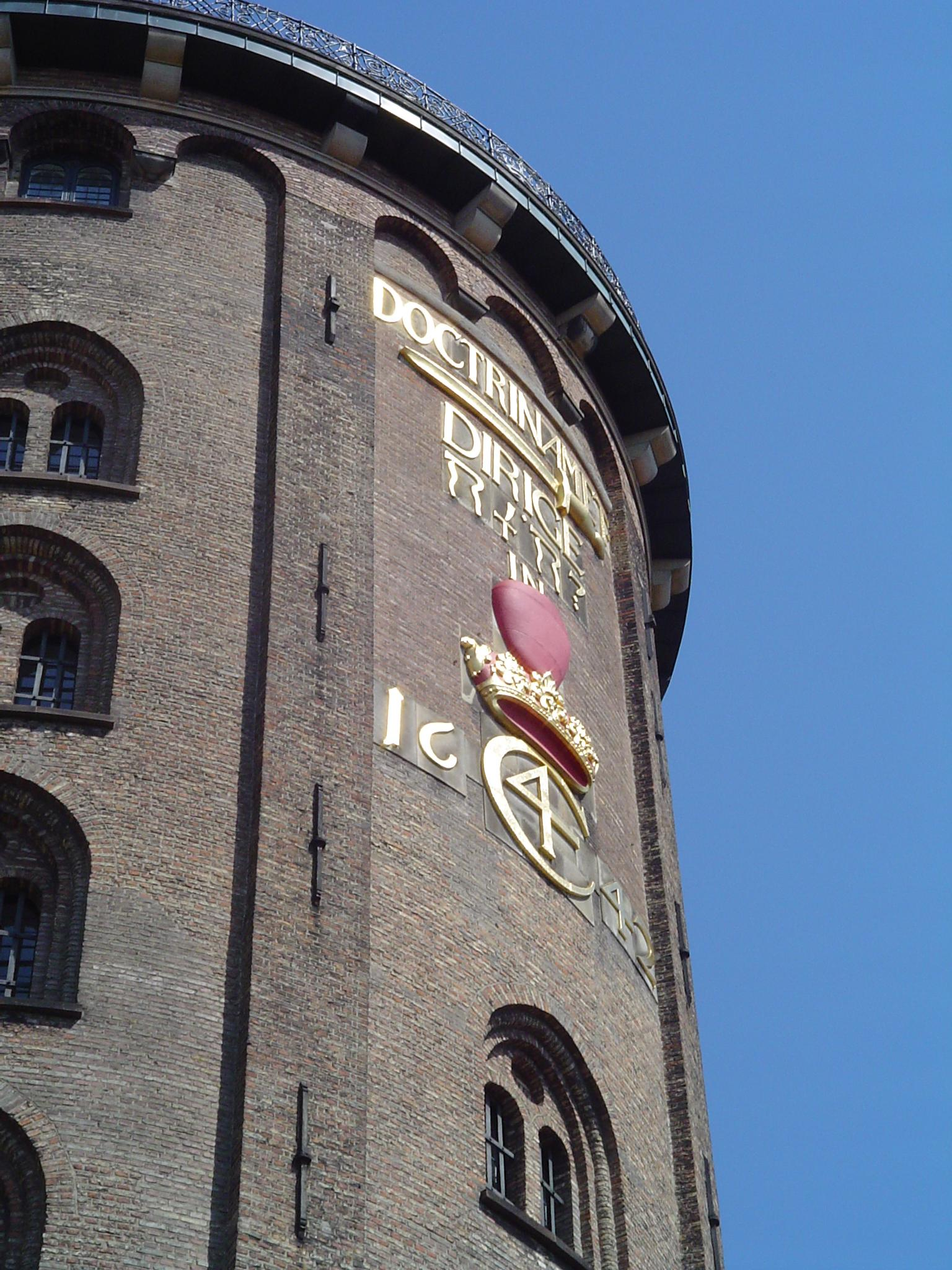
Rundetaarn

De Rundetaarn of Rundetårn ("ronde toren") is een gebouw in de Deense hoofdstad Kopenhagen. De toren bevat de oudste sterrenwacht van Europa; deze is nog steeds in gebruik.

## Beschrijving
De 34,8 meter hoge toren is een deel van het Trinitatis-complex (met onder meer de Trinitatis Kerk), dat voor de Kopenhaagse studenten gebouwd werd. Het complex omvat ook een bibliotheek en een kerk.
De spiraalgang, 192 meter lang en 4,5 meter breed, heeft geen treden maar een oplopend pad dat in 7,5 windingen om de holle kern naar boven loopt. Vroeger liep dit pad door tot aan het astronomisch observatorium, maar het laatste gedeelte heeft nu gewoon trappen.
Op de muur aan de voorzijde van de toren staat een vergulde rebus, die waarschijnlijk door de koning zelf is bedacht. De rebus kan op verschillende manieren geïnterpreteerd worden, maar men gaat ervan uit dat er staat geschreven: "Leid God, de juiste leer en rechtvaardigheid in het hart van de gekroonde koning Christian IV, 1642".

## Geschiedenis
Koning Christiaan IV van Denemarken gaf in 1637 opdracht de toren te bouwen. De bouwmeester Hans van Steenwinckel de Jonge ontwierp de toren. In 1639 werd Leonard Blasius bij de bouw betrokken. Drie jaar later, in 1642, stond het gebouw gereed. Een jaar later werd door Caspar Fincke, de smid van de koning, een elegant hekwerk op het dak gemaakt.
Christen Sørensen Longomontanus, een leerling van astronoom Tycho Brahe, zette de sterrenwacht op.
In 1716 bezocht de Russische tsaar Peter de Grote met zijn vrouw de toren. Hij ging te paard naar boven, zijn vrouw volgde hem in een koets.
Door de grote stadsbrand van 1728 verbrandden de bibliotheek en de sterrenwacht, waarbij vele kostbare boeken verbrandden en de beroemde koperen hemelglobe van Tycho Brahe smolt, het enig overgebleven instrument van hem dat zich nog in Denemarken bevond.
In 1807 werd de stad beschoten door de Britse vloot, waarbij ook de toren getroffen werd, maar zonder veel schade. Wel werd door een projectiel de hoek van een boek afgerukt, dat nu nog te bezichtigen is. De titel van het boek was Defensor Pacis ("verdediger van vrede").
In 1902 reed voor het eerst een auto naar boven (en weer naar beneden).

## Wetenswaardigheden
- De toren wordt genoemd in De Tondeldoos en Holger de Deen, twee sprookjes van Hans Christian Andersen.
- Er is een planetoïde vernoemd naar de ronde toren (5505 Rundetårn).
- Elk jaar is er een wedstrijd met eenwielers.
- In deze toren werd een scène uit de tiende aflevering van De geheimzinnige opdracht opgenomen, waarin Bassie en Adriaan B100 bekogelen met ballonnen en ballen.